# Lázně Fořt
Lázně Fořt (dříve také Lesní Lázně nebo německy Forstbad) jsou zrušené lázně na katastru obce Rudník (okres Trutnov). V roce 2024 však stálo několik lázeňských domů a existoval i sirný pramen.
Sirné voda s obsahem sulfanu (sirovodíku) splňujícím kritéria pro minerální vody se na území okresu Trutnov nachází jen zde.

## Historie
O zdejší léčivou vodu byl zájem již v 17. století, kdy se lesní studánka těšila tehdejší formě propagace v podobě pověsti o zázračně se uzdravivší nevidomé dívce. Církev v legendě vycítila šanci posílit víru v kraji a začala organizovat procesí poutníků k místu údajného zázraku. V roce 1754 byla na tomto místě postavena kaplička Panny Marie, jež se stala patronkou pramene. O výstavbu kaple oválného půdorysu se zasloužil majitel zdejšího malého panství – svobodný pán Ignác Dominik Chorinský z Ledské (Ignaz Dominik Chorinsky von Ledska), mimochodem bratr prvního brněnského biskupa. Chorinští (majitelé panství Fořt v letech 1727–1794) doufali, že se díky poutníkům stanou zdejší lázně věhlasnými, a tedy i ziskovými.
V roce 1794 fořtecké panství koupil od osiřelé dcery I. D. Chorinského Jan Václav Berger (1745–1820), kupec a velkoobchodník s plátnem z Hostinného. Tento velmi podnikavý člověk se dne 23. ledna 1811 stal šlechticem s přídomkem z Bergentalu („von Bergenthal“). V roce 1815 získal titul rytíře. Lázně se dočkaly drobných změn.
U zázračného sirného pramene vznikl počátkem 19. století hostinec a dřevěná tančírna, která byla přestavěná v roce 1864 na nový zděný hostinec (stavební propojení budov). V té době je doložena i první dřevěná koupel.

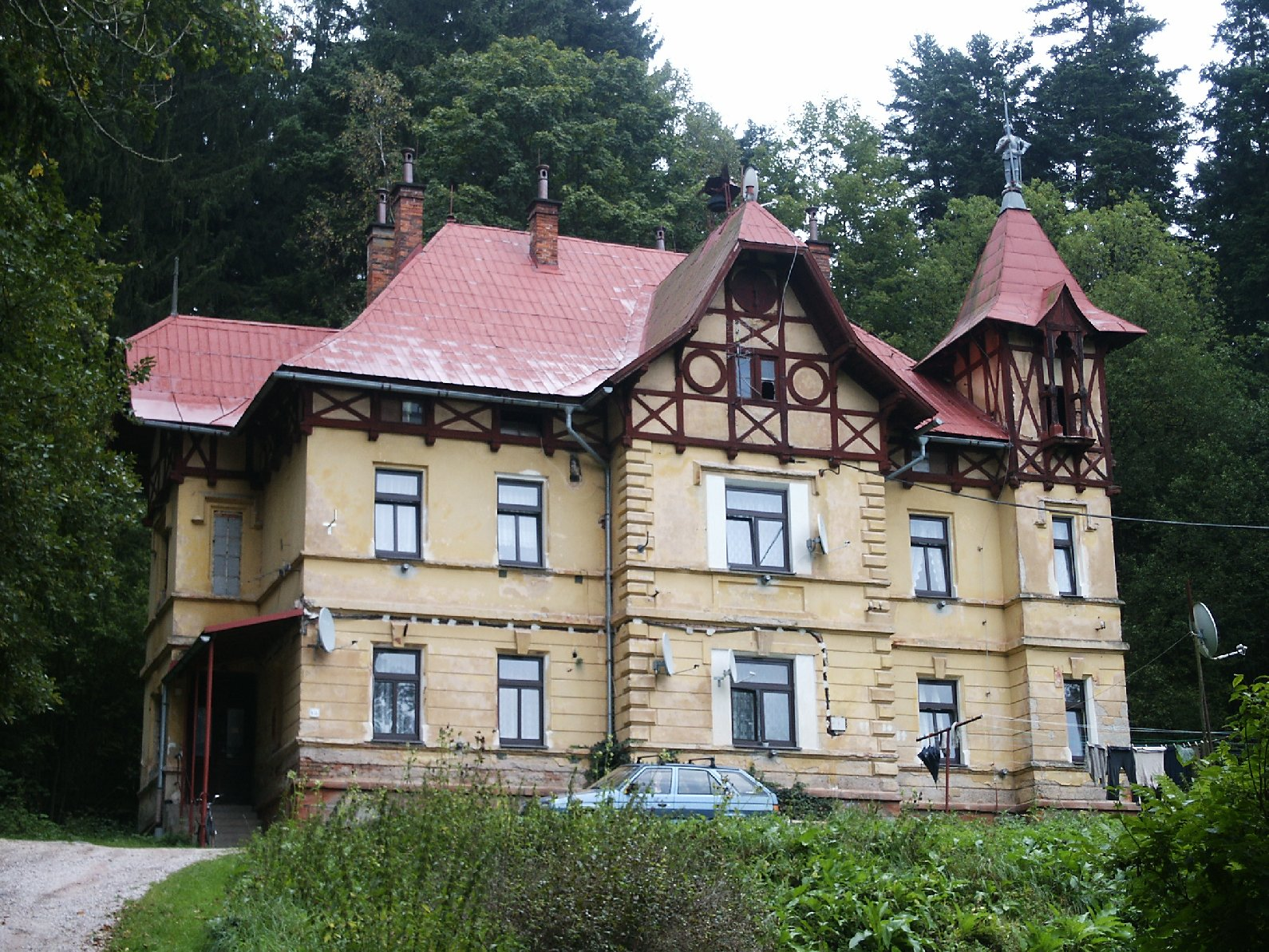
Lesní zámeček, stav v roce 2012

Teprve ale až čtvrtý z rodu – Karel Bergera rytíře z Bergentalu – začal s větším rozvojem lázní, resp. s definitivní proměnou areálu kolem pramene na lázně. Stalo se tak v roce 1880/81, kdy původní stavby nahradil Lázeňský dům, Léčebný dům (místo hostince) a dřevěná kolonáda (místo kuželníku). Vznikly tu i další honosné budovy. U silnice byl postaven hostinec Myslivna (Gasthaus Forsthaus), poblíž kaple dům tzv. Kapellenhaus, a na druhé straně potoka tzv. Lesní zámeček. Obě posledně jmenované stavby dostaly podobu ve švýcarském romantickém stylu. Vybudován byl i park a lesopark a úpravy se dočkal také léčivý pramen.

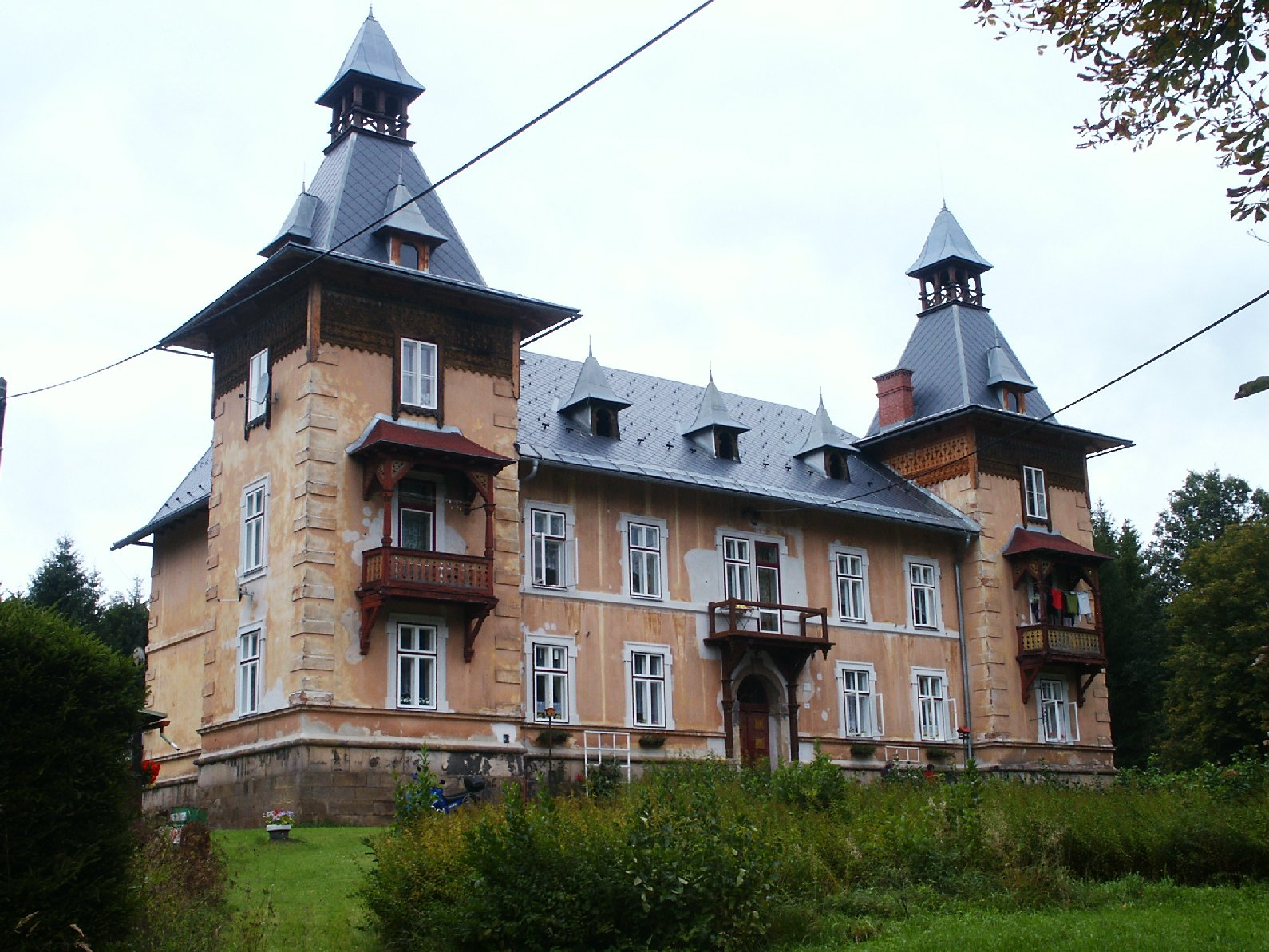
Vila Marie, stav v roce 2012

Nicméně přes velké investice Karel Berger již v roce 1886 lázně i celé panství prodal za 210 000 zlatých. Novým majitelem se stal továrník z dnešního Rudníku (tehdy Heřmanovy sejfy) Franz Kluge. Ten záhy nechal vybudovat největší stavbu v areálu – vilu Marie s dvojicí věží. Rozšířil i léčebnou budovu a opravil kapli.
Lázeňským hostům byl v sezoně (od 15. května do 30. září) k dispozici stálý lázeňský lékař a ve stejné době sloužila také poštovna. Od nádraží sem jezdil kočár. Pro hosty byly k dispozici čtyři lázeňské domy. Za sezonu bylo možné napočítat na 200 hostů.
Lázně nabízely kromě pití sirného pramene také klasickou vodoléčbu a parní koupele ve sprchách či vanách. Nechyběly ani koupele s jehličím s vůní pryskyřice.
Lázně Fořt se však jako lázeňské letovisko nikdy příliš neprosadilo. V 19. století se sem sice v sezoně sjíždělo kolem dvou set lázeňských hostů, ale od počátku 20. století se již lázně nerozvíjely. V provozu však zůstaly až do 30. let 20. století. Klíčovou ránu zasadil lázním v roce 1921 chemický průmysl, když zde byla zřízena továrna na výrobu umělého hedvábí (První český chemický závod na výrobu umělého hedvábí), jejíž exhalace poškodily nejen ovzduší jako takové, ale i image panensky čistého místa. Malým lázním v Podkrkonoší neprospěla ani rychle rostoucí konkurence v podobě nedalekých krkonošských horských středisek Špindlerův Mlýn a Janské Lázně.
Během druhé světové války se z lázeňských budov staly ubytovny pro dělníky. Krátce po válce areál sloužil jako sběrný odsunový tábor a ubytovna pro osiřelé děti. Poté opět začaly sloužit jako dělnická ubytovna pro zaměstnance právě blízkého chemického provozu. Po druhé světové válce tedy nebyl provoz lázní obnoven, a budovy proto začaly postupně chátrat, až některé z nich zcela zanikly. Nejprve zmizela dřevěná kolonáda a v 80. letech 20. století i nejcennější stavba lázeňského komplexu: dokonce památkově chráněná kaple Narození Panny Marie.
V roce 1993 se objevila zpráva, že o obnovu lázní usilovalo hned několik společností. Nejvážnějším zájemcem byla společnost Ambra, která měla zájem o všech sedm původních budov. V nich mělo dojít k obnovení lázeňského provozu. Zároveň však mělo dojít k výstavbě nových budov včetně bazénu. Plánováno bylo i využití alternativního léčitelství.

## Současnost
Většina zbylých budov stojí stále (2024), ale původní hrázděné domy byly upraveny tak, že hrázdění je ukryto pod opadávající omítkou. Byly přeměněny na činžovní domy.
Pramen je volně přístupný.

## Zajímavosti
Ve sbírkách Krkonošského muzea ve Vrchlabí se nachází skleněný půllitrový korbel s cínovým víčkem.